# Алек Болдвін
Александер (Алек) Рей Бо́лдвін 3-й (англ. Alexander (Alec) Rae Baldwin III) (нар. 3 квітня 1958) — американський кіно- і телеактор. Молодші брати Алека — Вільям, Деніел і Стівен Болдвіни — також актори. За свою кар'єру Алек Болдвін був номінований на премію «Оскар», премію BAFTA та премію «Тоні», отримав три нагороди «Еммі», три «Золоті глобуси» та вісім нагород Гільдії кіноакторів.

## Біографія
Алек Болдвін народився 3 квітня 1958 році в селищі Еймітівілл штату Нью-Йорк, зростав у сусідньому селищі Массапіква округу Нассау, яке розташоване на острові Лонг-Айленд, 50 км на південний схід від Нью-Йорка. Мати — Керол Ньюкомб, до шлюбу Ма́ртіно (англ. Carol Martineau), батько — Александер Рей Болдвін молодший (англ. Alexander Rae Baldwin Jr.), вчитель історії та соціальних наук середньої школи і тренер з американського футболу. Алек закінчив середню школу ім. Альфреда Г. Бернера в Массапіква, грав в американський футбол. Працював помічником офіціанта в Нью-Йорку в легендарному нічному клубі Студія 54.
У 1976—1979 рр. Алек навчався в Університеті Джорджа Вашингтона у Вашингтоні (де був відомий на прізвисько «Апекс») за спеціальністю «політичні науки». Потім він перевівся в Нью-Йоркський університет, де вивчав акторську майстерність в Інституті театру і кіно Лі Страсберґа, який співпрацює з університетом за спеціальною програмою. У 1994 р. Алек Болдвін повернувся до Нью-йоркського університету і в цьому ж році отримав степінь бакалавра образотворчих мистецтв.
У 2009 році знявся в успішній романтичній комедії з Меріл Стріп та Стівом Мартіном «Як усе заплутано».
У 2010 році був ведучим 82-ї церемонії вручення премії «Оскар». Також вів різні шоу — Saturday Night Live, Up Late with Alec Baldwin та інші.
У 2017 році він отримав премію «Еммі» за найкращу чоловічу роль другого плану в комедійному серіалі за роль Дональда Трампа в «Суботнього вечора в прямому ефірі».

## Вбивство на зйомках
21 жовтня 2021 року під час зйомок фільму «Раст» випадково застрелив кінооператорку українського походження Галину Гатчинс та поранив режисера Джоела Соузу.
21 квітня 2023 року спеціальна прокуратура Нью-Мексико оголосила про зняття обвинувачень у ненавмисному вбивстві з актора Алека Болдвіна за смерть операторки Галини Гатчінс на зйомках фільму «Раст».

## Особисте життя, погляди
Знаходився у стосунках із акторкою Кім Бейсінгер з 1990 року, одружились у 1993 році. У 1995 році народилась донька Айрленд. Після важкого розлучення з Бейсінгер у 2002 році, у 2012 році взяв шлюб з інструкторкою та співзасновницею клубів йоги Гіларією Томас в кафедральному соборі св. Патріка. У 2022 році народилася їхня чергова дитина, загалом пара має семеро дітей — Кармен, Рафаель, Леонардо, Ромео, Едуардо, Люсія, Іларія.
Болдвін активно бореться проти вживання у їжу м'яса, та є зоозахисником і благодійником.